# 中美国

美國與中國在世界版圖上分居的位置

中美国（Chimerica），又译中美联合体、中美经济联合体、中美共同体、中华美利坚等，是尼尔·弗格森和莫里茨·苏拉里克创造的英语新词“Chimerica”的意译，指中国和美国间的互利互依关系，与希腊神话中会喷火的怪物喀邁拉（Chimera）的拼写相近。本词最早在2006年底提出。